# История Псковской области

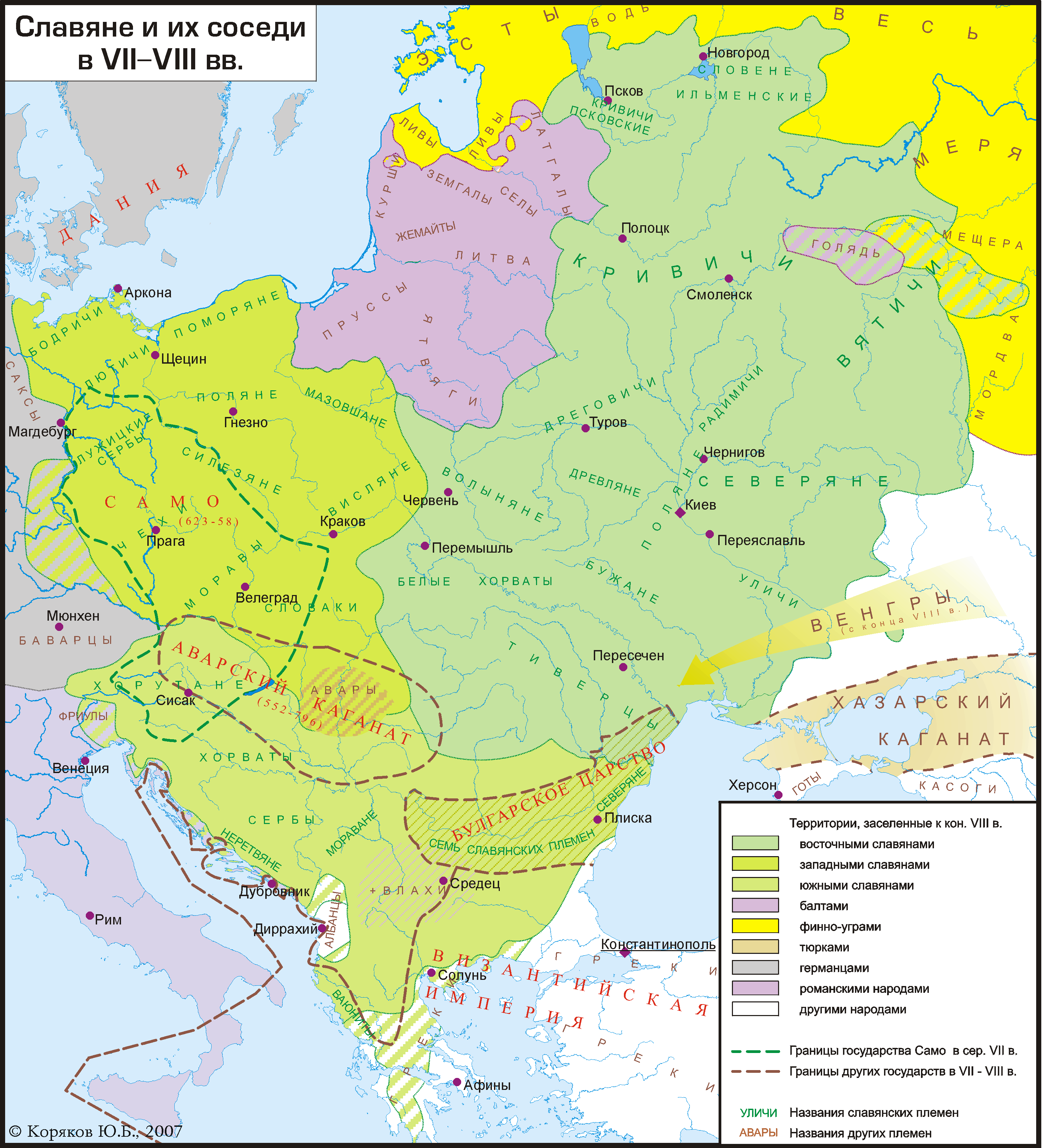
Славянские племена в VII—VIII вв.

## Псковщина в древности
На юге Псковской области в неолите существовало несколько археологических культур: усвятская, жижицкая, северобелорусская. Неолитическое поселение Усвяты IV названо археологами «Северной Венецией». Трёхслойное поселение на воде в северной части Усвятского озера, на мысу под современным названием «Рог» раскопали в 1964 году. На ранних этапах существования поселения, основным промысловым животным был лось. Идол из рога лося высотой чуть более 9 см — статуэтка обнажённого мужчины с большой головой, узкими плечами и развитым торсом. Усвятская культура датируется возрастом 8 тыс. лет.
В Пскове 2000 или даже более л. н., на рубеже эр, существовали поселения. Территория Псковщины была заселена сперва балтскими и финно-угорскими племенами.
Территория Псковской области является одной из самых ранне заселённых славянами территорий в России. Первое упоминание Пскова датируется 903 годом («Повесть временных лет», Лаврентьевская летопись 1377 года), а Изборска — 862 годом («Повесть временных лет»). Летописец «Повести временных лет» впервые сообщает о Пскове в контексте биографии великой княгини Ольги, упоминая факт приведения князю Игорю «жены от Пьскова (Плескова) именем Ольгу». Изборск, находящийся в 30 км к западу от Пскова, впервые упоминается в «Повести временных лет» в рамках рассказа о призвании на княжение на Русь трёх варяжских братьев, из которых, по легенде, «старейший Рюрик седе в Новегороде, а другой Синеус, на Белые-озере, а третий Изборьсте, Трувор».
Первые славяне — псковские кривичи — появились здесь около VI века н. э., сформировав культуру псковских длинных курганов (V—X века).

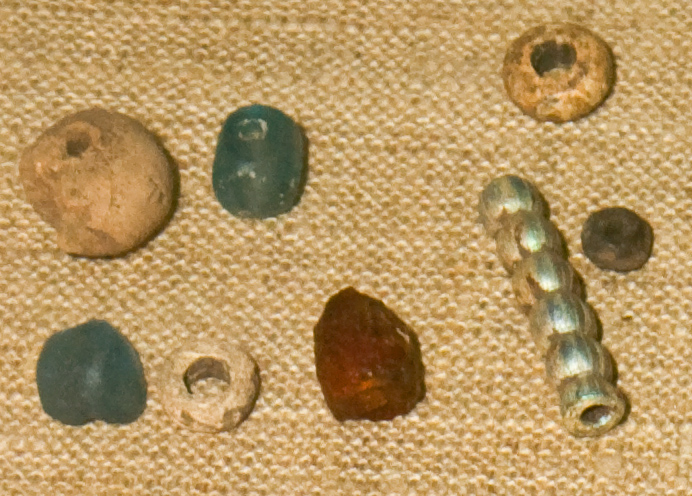
Бусы. Стекло, паста, янтарь. (VIII—IX век).
Археологические раскопки 1970-х годов, городище Камно (Музей истории Санкт-Петербурга)

В Камно, Изборске, Пскове, Рыуге, Ладоге и других местах на северо-западе Руси в VIII—IX веках получили распространение литейные формочки из известняка в результате возрождения моды на подобные украшения, выработанной в пражской культуре ранних славян на рубеже VI—VII веков.
В Усвятской волости X веке было небольшое мысовое городище и примыкающее к нему селище, окруженное по меньшей мере двумя курганными могильниками. От кремаций остались кальцинированные кости, измельчённые, которые рассыпались по поверхности и сверху насыпался курган, найдены следы тризн. Культурный слой X—начала XI века перекрыт мощным пожаром. В одной из погибших от пожара построек было найдено зернохранилище с обугленным зерном, два железных наконечника рал, коса, два наральника. В скоплении преобладают зерна ячменя. В пойме Усвятского озера, у подножия северного мыса при впадении в озеро протоки Узмень и реки Усвячи был обнаружен влажный культурный слой, насыщенный щепой, с лепной и гончарной керамикой и найдена деревянная счётная бирка.
Городок на Ловати в IX—X веках наряду со скандинавскими и балтскими имел и западнославянские элементы, прежде всего в керамическом комплексе. До 30 % из всей достоверно славянской керамики в Городке на Ловати было южнобалтийского облика (фельдбергской и фрезендорфской). Городок на Ловати, наряду с Гнёздово, был одним из двух центров производства трёхдырчатых и ромбовидных подвесок.
В X — начале XII веков Псковщина входила в состав Древнерусского государства.
Раннегородское поселение конца IX века—XI века на Юрьевых Горах сменяется в XII веке древнерусским летописным городом Усвяты (хронологический разрыв между могильником и детинцемот 50 до 100 лет). На комплексе памятников в урочище Юрьевы Горы найдены сильно стёртая привеска с рельефным изображением знака Рюриковичей, височное кольцо «нитранского типа», свидетельствующее о знакомстве с великоморавской ювелирной традицией, накладки с аналогиями в Великой Моравии и в Волжской Болгарии, местные древности, восходящие к культуре длинных курганов смоленского типа: трапециевидные привески, литые трёхдырчатые цепедержатели и ромбовидные привески, ряд деталей поясной гарнитуры. Усвяты — третий после Гнёздова и Городка-на-Ловати пункт, где зафиксировали следы изготовления ромбовидных привесок.
А с XII века Псковщина — в составе Новгородской земли. Освоению края способствовала сеть речной системы Псково-Чудского водоема, соединённая с Балтийским морем, за выход к которому восточные славяне боролись с норманнами (скандинавами, часто связанных с «варягами»), чудью (эстами и ливами).
До XII века Псков признавал главенство киевского князя. Возвышение Новгорода, представлявшего политику Киева на Северо-Западе и бывшего вторым центром страны, привело к включению Пскова в Новгородскую землю. С XII века Псков находился в компетенции новгородского архиепископа и князя — войскового предводителя, делившего с посадниками исполнительную и судебную власть. Псковские посадники назначались из Новгорода, а Вече новгородское — законодательный орган — фактически диктовало решения веча псковского.
Псковичи, имея ресурсы для жизнеобеспечения и этнографически отличаясь от словен ильменских (новгородцев), стремились к самостоятельности. Так, в 1036 году псковский князь Судислав был арестован Ярославом Мудрым за неподчинение и заточён в тюрьму.

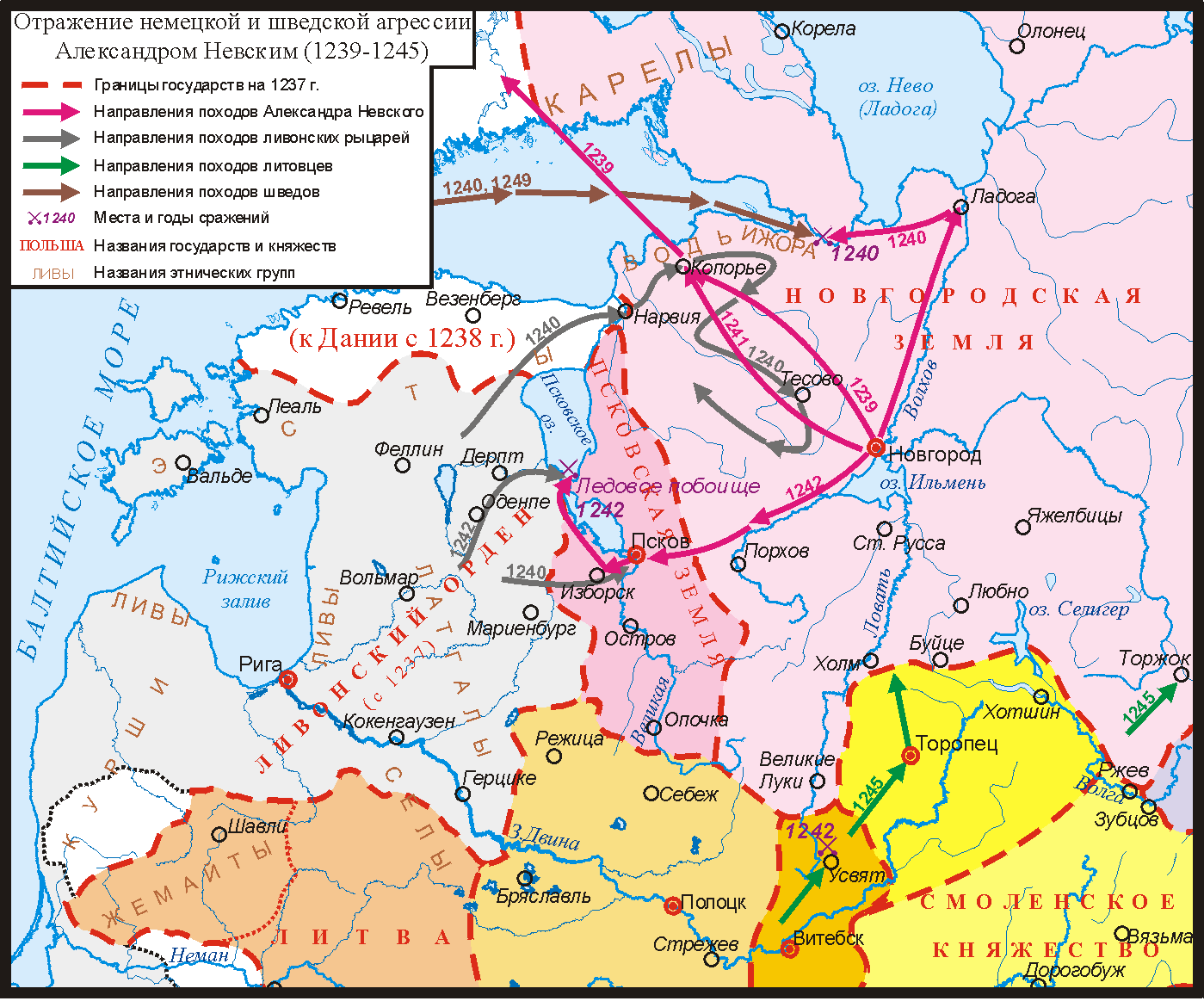
Псковская земля около 1242 г.

Ослабление роли Киева усилило центробежные тенденции в Пскове. В 1136 году новгородская оппозиция лишила власти внука Владимира Мономаха Всеволода Мстиславовича. Арест и последующая смерть князя псковского, готовившего захват новгородского стола, предотвратила междоусобный вооружённый конфликт.
Жители Псковской земли всегда участвовали в совместной обороне русских рубежей. 5 апреля 1242 года произошло Ледовое побоище с участием владимирцев, новгородцев, псковичей и суздальцев, совместно разгромившие немецкие рыцарские войска.
В 1268 году в Раковорской битве с участием новгородцев, псковичей, суздальцев и тверичей полк князя Довмонта разбил немецко-рыцарские войска и преследовал их до Балтийского моря. В 1269 году Орден предпринял ответный поход, закончившийся безрезультатной 10-дневной осадой Пскова, отступлением рыцарей при приближении новгородского войска во главе с князем Юрием и заключением мира «на всей воле новгородской».
При князе Довмонте (1266—1299, в крещении — Тимофее), самостоятельность Пскова начала приобретать фактический характер.

## Псковская вечевая республика

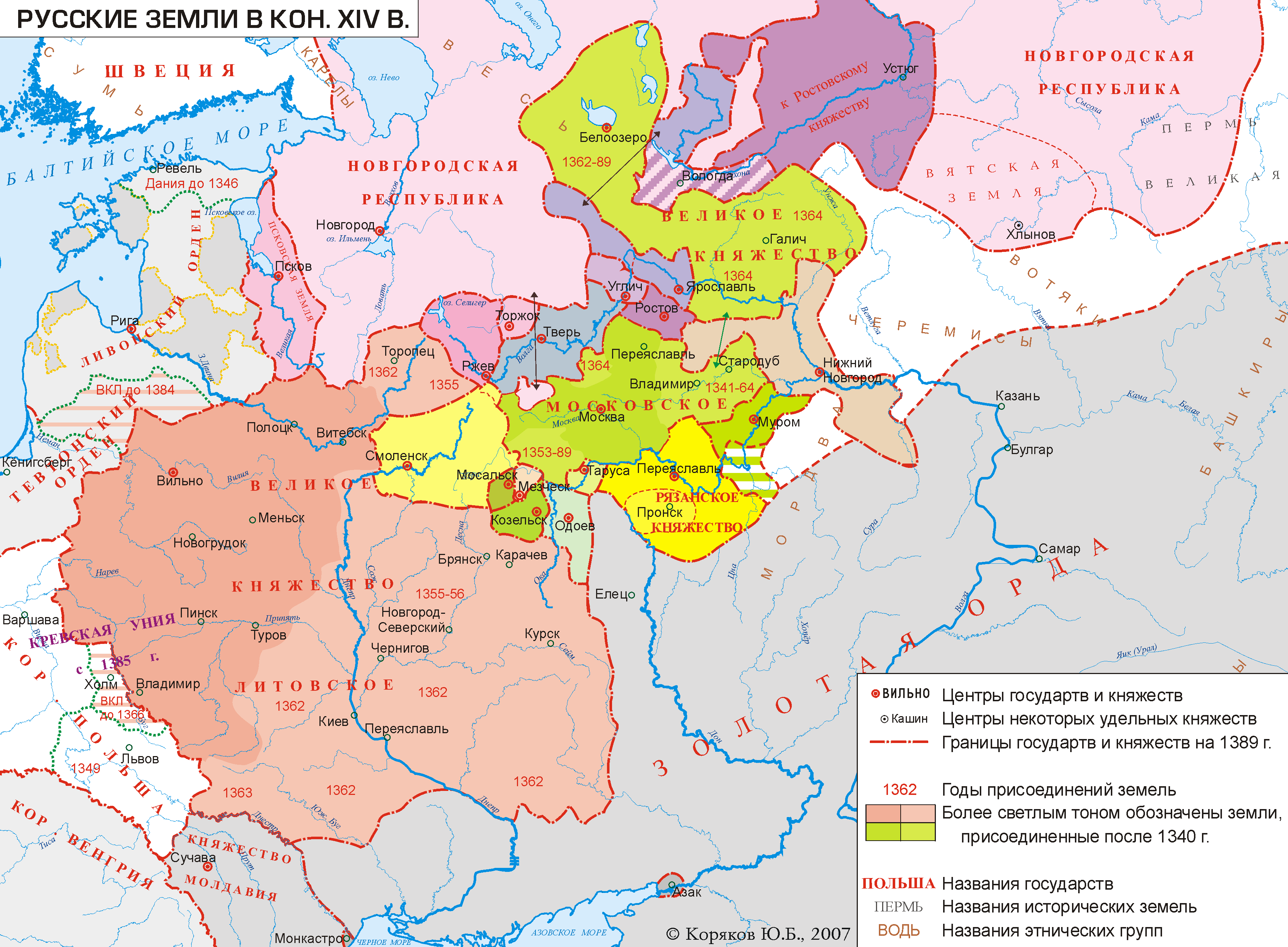
Псковская республика на карте русских земель около 1389 г.

Официально Псков отделился от Новгорода в ходе борьбы между Москвой и Тверью за великое княжение. В 1327 году великий князь Александр Михайлович Тверской после антитатарского восстания сбежал в Псков. Великое княжение монгольский хан передал Ивану I Калите. Псковичи же не выдали князя-беглеца в Орду. 1,5 года он укрывался в Литве, держа связь с Псковом. Калита не осуждал действия Пскова, но сдерживал их через новгородского владыку и московского митрополита. В 1337 году монгольский хан, по совету Калиты, перевёл Александра в Тверь и в 1339 году он был казнён без сопротивления Пскова и Литвы. Москва победила Тверь, усилив влияние в Новгороде и в Пскове. Более Новгород не посягал на вольности Пскова.
В 1348 году Новгород по Болотовскому договору вынужден был признать независимость Пскова, который стал столицей Псковской Вечевой республики (включая города и крепости, с севера на юг: Нарва, Гдов, Кобылье, Псков, Изборск, Остров, Володимерец, Врев, Выбор, Воронич, Вышгородок, Велье, Красный Городец, Коложе и Опочка и др.). Великие Луки и Порхов продолжали оставаться в составе Новгородской республики. По отложении от Новгорода, Псков формально признает верховенство великого московского князя и соглашается избирать на псковское княжение лиц, угодных великому князю. С 1399 года эти псковские князья стали формально называются наместниками московского князя.
В 1411 году в Пскове сожгли 12 «ведьм» («двенадцать вещих жонок»), якобы виновных в распространении чумы.
При Василии II (1425—1462) Москва добивается права назначать псковских наместников по своему усмотрению, которые приносят присягу как Пскову, так и великому князю, но Псков сохранял право избирать и утверждать этого наместника. При Иване III (1462—1505) псковичи вынуждены были отказаться от права смещать назначенных к ним князей.
В 1465 году на просьбу псковичей поставить владыкой местного псковитина, великий князь и митрополит ответили отказом «и подариша посла верблудом».
Битва на Серице произошла 27 августа 1501 года (в ходе Русско-литовской войны 1500—1503 гг.). После битвы на Серице войско Плеттенберга безуспешно пыталось взять Изборск и броды через реку Великую. 7 сентября литовцы взяли город Остров, где погибло до 4 тыс. жителей.

## В составе Русского государства и Российской империи

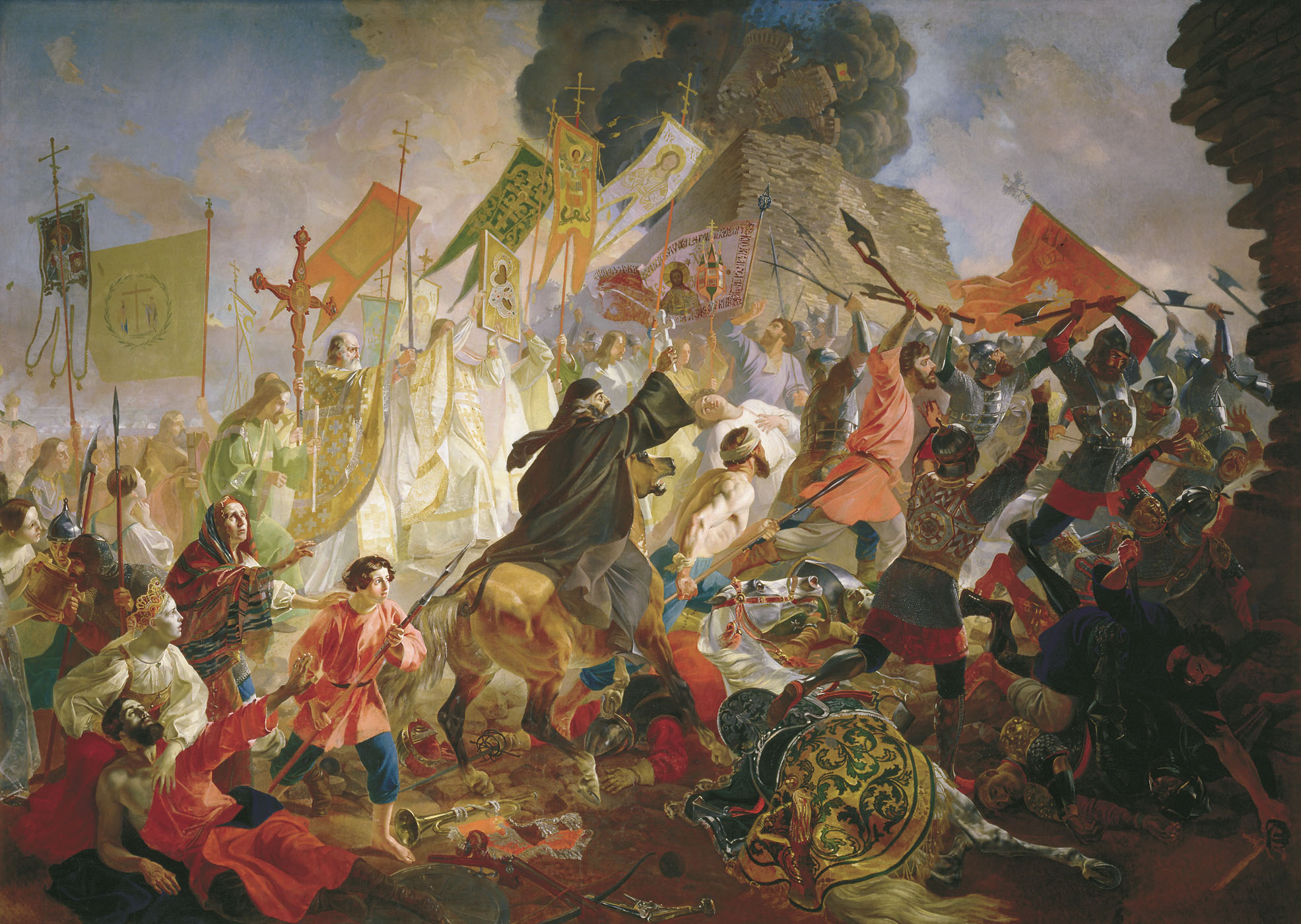
Осада Пскова королём Стефаном Баторием в 1581 году. К. Брюллов, 1843

При Василии III (1505—1533), в 1510 году, Псковская республика была ликвидирована, а его территория была присоединена к Великому княжеству Московскому (Русского государства). Символ псковской независимости — вечевой колокол — был снят и увезён в Москву.
Псков стал западным форпостом на пути в Москву, а его пригороды Воронич, Остров, Опочка, Врев, Выбор, Велье и другие стали линиями обороны, призванными защищать рубежи русских земель. Это были крепости, на которые приходились первые удары врага.
С 27 августа 1581 по 4 февраля 1582 гг. Псков выстоял в героической осаде от войск польского короля Стефана Батория.
Поражение армии Речи Посполитой под Псковом помогло России вернуть Великие Луки, Изборск и другие захваченные города и окончить Ливонскую войну (1558—1583 гг.) в прежних границах.
В начале XVII века в период смуты (и после) часть территории Русского царства, в том числе и Псковщины, были оккупированы Швецией (см. Русско-шведская война (1614—1617) и Польшей. К 1615 году Шведы держали Гдов, Плюссы, Порхова. С 30 июля по 17 октября 1615 года Псков был осаждён войсками шведского короля Густава II Адольфа. Речь Посполитая по условиям Деулинского перемирия 1618 года получала Смоленщину, а также псковские города Себеж и Невель. Последние уже контролировались Польшей с 1579 года с перерывами и были окончательно возвращены России лишь по результатам Первого раздела Речи Посполитой в 1772 году.
С началом Северной войны в 1700 году Псковщина вновь стала играть роль одного из очагов военных событий. Пётр I придавал особое значение перестройке оборонительных сооружений Пскова, считая вполне вероятным наступление шведских войск в этом направлении, и отсюда началось наступление русских войск в Прибалтику. По итогам войны (Ништадтский мир 1721 года) Россия получила в том числе приграничные с Псковщиной территории бывшей Ливонии (Эстляндия, Лифляндия и др.), после чего Псков утратил своё значение оборонительного и торгового центра на северо-западе страны, передав свои функции новой столице России — Санкт-Петербургу — и прибалтийским портам (Ревель, Рига).
Во время Отечественной войны 1812 года патриотически настроенные псковичи собрали в фонд ополчения 14 миллионов рублей. Кроме того, город и губерния снабжали действующую армию продовольствием и фуражём.

## История административного статуса
В 1510—1708 гг. в составе Великого княжества Московского существовал Псковский уезд, который в 1708—1710 гг. на основании Указа Петра I был включён в состав образованной Ингерманландской губернии (Санкт-Петербургской губернии).
Созданные в России губернии были обширны по своей территории, губернские канцелярии не справлялись с управлением и в 1719 году введена промежуточная административно-территориальная единица между уездом и губернией — провинция. В составе Санкт-Петербургской губернии была образована Псковская провинция (включая Гдов, Псков, Остров, Опочку, Ржеву Пустую, Дерпт, Нарву), а также Великолукская (Великие Луки, Торопец) и Новгородская (включая Порхов, Плюсо) провинции, а затем с 1727 года они были переданы в состав вновь образованной Новгородской губернии. Дерпт и Нарва в 1727 году были переданы в состав Рижской и Ревельской губерний соответственно. Себеж и Невель тогда (с 1618 года вплоть до 1772 года) входили в состав Речи Посполитой.

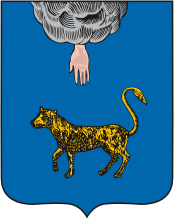
Герб г. Псков (1781 г.)

В 1772 году по Указу Екатерины II была создана Псковская губерния. До 1776 года она была в составе 5 провинций: Великолукской (центр Великие Луки), Двинской (Динабург), Полоцкой (Полоцк), Витебской (Витебск), Псковской (Псков), причём губернским центром была Опочка. Затем, до 1777 года, по Указу Екатерины II — в составе 2 провинций: Великолукской и Псковской. Губернский центр тогда был перенесён в город Псков.
В 1777 году было образовано Псковское наместничество в составе 10 уездов: Псковский, Островский, Опочецкий, Новоржевский, Великолукский, Торопецкий, Холмский, Порховский, Лужский, Гдовский. В 1781 году утвержден герб Псковского наместничества и г. Пскова. В созданное тогда же, в 1777 году, Полоцкое наместничество вошли города Себеж и Невель.
Затем, в 1796 году, Указом Павла I, Псковская губерния была утверждена вновь, изначально включая 6 уездов: Великолукский, Опочецкий, Островский, Порховский, Псковский и Торопецкий. В 1802 году были восстановлены в составе губернии ранее упразднённые Новоржевский и Холмский уезды. 8 уездов губерния включала вплоть до 1924 года. Себежский и Невельский уезды с 1796 до 1924 гг. входили в состав Витебской губернии.

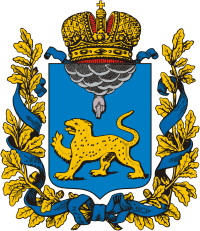
Герб Псковской губернии

24 марта 1924 года по декрету ВЦИК Велижский (центр Велиж (включая современные Усвяты), Невельский (центр Невель) и Себежский (центр Себеж) уезды Витебской губернии Белорусской ССР были переданы в состав Псковской губернии. Таким образом, к этому времени (в 1924-1926 гг.) в составе губернии — 11 уездов.
В 1927 году губернии, уезды, волости как административно-территориальные единицы были упразднены и введены новые — укрупнённые области, а также округа, районы. Так, территория Псковской губернии была включена постановлением Президиума ВЦИК от 1 августа 1927 год в Ленинградскую область в составе Псковского и Великолукского округов. Постановлением ЦИК и СНК СССР от 23 июля 1930 года округа были упразднены.
Великолукский округ (включая города Великие Луки, Себеж, Невель) в 1929 году был передан в состав Западной области с центром в Смоленске, а затем, Постановлением Президиума ВЦИК от 29 января 1935 года, территория бывшего Великолукского округа вошла в состав Калининской области (включая также города Опочка, Новоржев) с центром в Калинине.
В 1935—1940 гг. вновь существовали пограничные округа: Псковский в составе Ленинградской области и Великолукский в составе Калининской области. Постановлением Президиума ВЦИК от 11 мая 1937 года из части территории Великолукского округа был выделен Опочецкий пограничный округ, упразднённый решением Президиума Верховного Совета РСФСР 5 февраля 1941 года в пользу Калининской области.

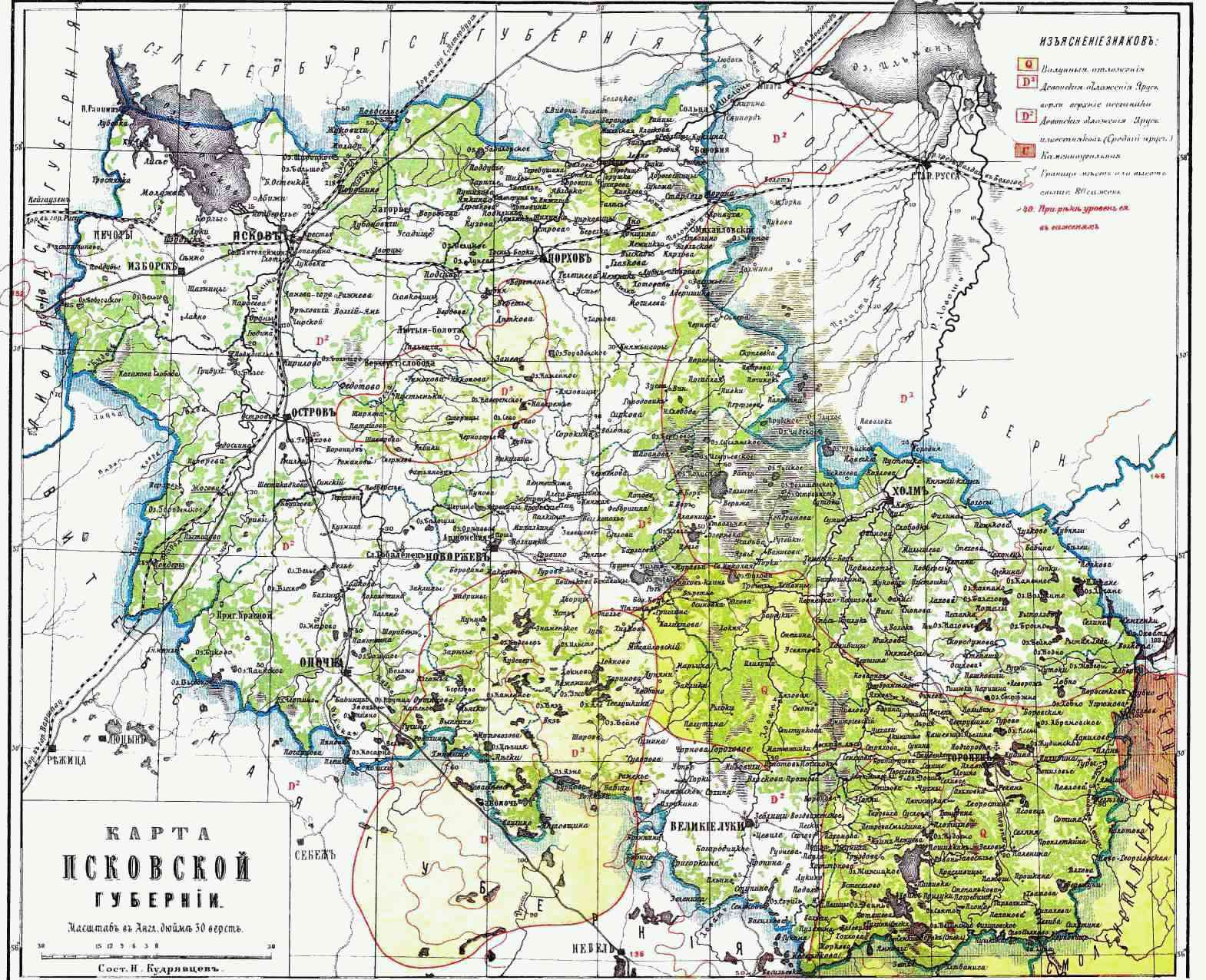
Псковская губерния (1900)

Псковская область была образована 23 августа 1944 года Указом Президиума Верховного Совета СССР после выделения из состава Ленинградской области одновременно с образованием 22 августа 1944 года Великолукской области, выделенной из состава Калининской области (ныне Тверской области).
Указом Президиума Верховного Совета РСФСР от 2 октября 1957 года Великолукская область была упразднена и частично включена в состав Псковской области. Восточная часть упразднённой Великолукской области (Бельский, Жарковский, Ильинский, Ленинский, Нелидовский, Октябрьский, Пеновский, Серёжинский и Торопецкий районы) вошла в состав Калининской (ныне — Тверской) области. 29 июля 1958 года Плоскошский район перечислен из Псковской области в состав Калининской области, а Холмский район — в состав Новгородской области. Таким образом, современные границы Псковской области были окончательно сформированы 29 июля 1958 года.
См. также: История административного деления Псковской области

## XX—XXI века

Памятник Александру Матросову в г. Великие Луки

Ввиду близости Пскова и Псковской губернии к столице Российской империи и к фронту в Первой мировой войне Псковщина подверглась влиянию и стала территорией распространения революционных событий начала XX века. Промышленных центров не было, а значит число рабочих сил здесь было невелико. Однако располагались крупные по численности армейские гарнизоны, солдаты которых активно подвергались влиянию революционеров и участвовали в создании в губернии Советов солдатских и рабочих депутатов после февраля 1917 года. Основную роль в развитии революционных процессов в губернии сыграли засланные из Санкт-Петербурга (а также из Германии через фронт из Прибалтики) революционеры.
2 марта 1917 года именно во Пскове был вынужден подписать отречение от престола последний российский император Николай II.
После Октябрьского переворота к началу 1918 года территория губернии уже контролировалась революционными Советами и их сторонниками. Постепенно ликвидировались прежние органы власти (городские думы и управы, губернское собрание, губернская канцелярия и др.), арестовывались их руководители и деятели.
В период с конца февраля по конец ноября 1918 года Псков и западная часть губернии была оккупирована немецкими кайзеровскими войсками. Временно административный центр Псковской губернии и Псковский совет были эвакуированы в Великие Луки.
В период оккупации Пскова немецкая власть с целью контроля над местным населением воссоздала старые органы местной власти, в том числе Псковскую городскую думу, и возобновила их печатные издания с целью пропаганды.
С территории Прибалтики (наряду с частью Псковщины) пыталась проводить наступление на Петроград в 1919 году белогвардейская Северо-Западная армия Юденича (затем там же и британцами разоружённая). В результате неудачных попыток Красной Армии вторгнуться в Эстонию и Латвию с целью подавить и недопустить контрреволюцию из соседних с Петроградом регионов (будущих прибалтийских стран), РСФСР вынуждена была подписать Тартуский договор 2 февраля 1920 года с Эстонией и Рижский договор 11 августа 1920 года с Латвией, по которым новые государства получали Печоры (а также Принарвье с Ивангородом) (в пользу Эстонии) и Пыталово с окрестностями (в пользу Латвии) из состава Псковской и Петроградской губерний. Лишь в 1945 году все они были возвращены в состав РСФСР, в том числе Печоры и Пыталово — в состав Псковской области.

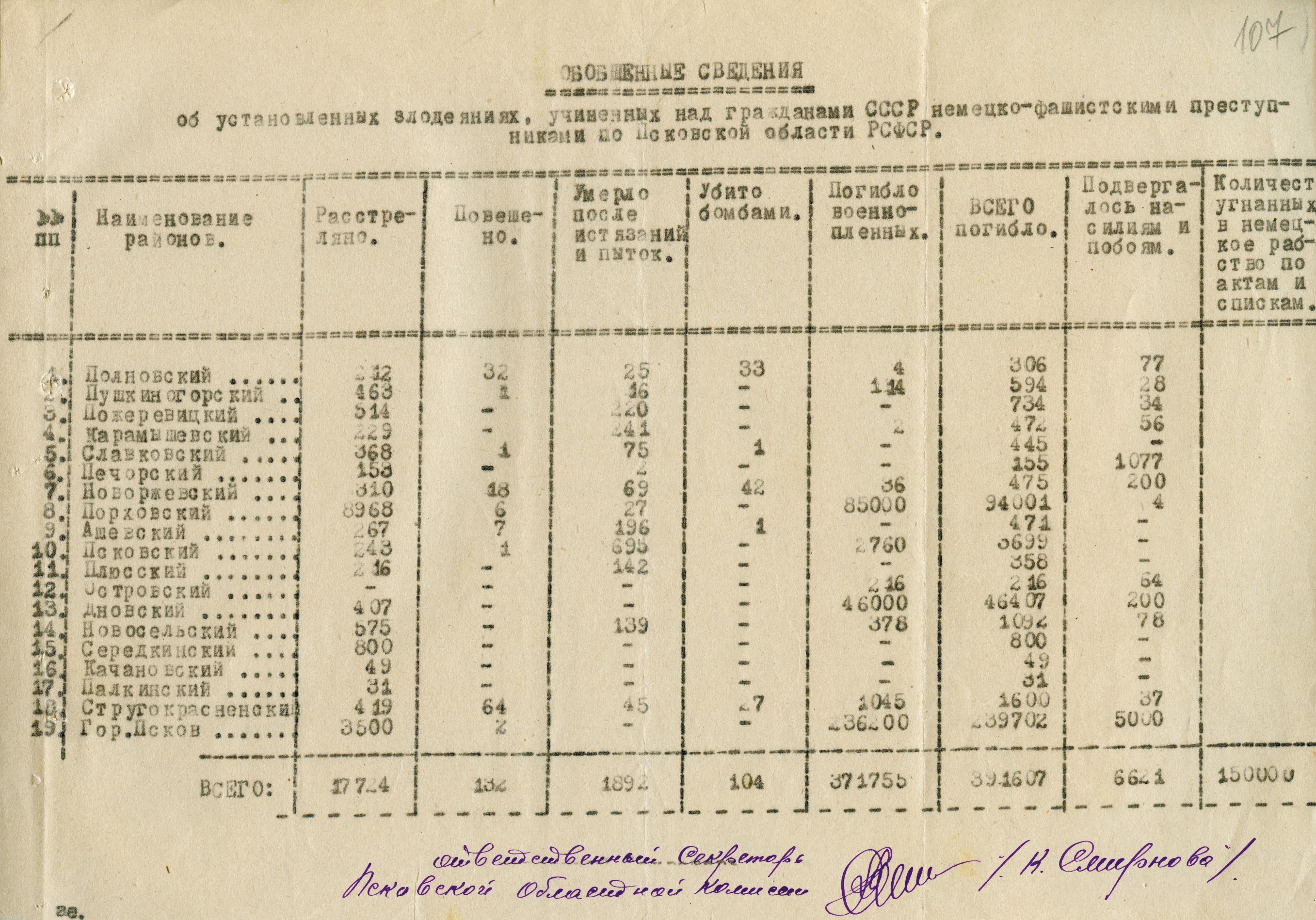
Документ Псковской областной комиссии о числе лиц, пострадавших (в том числе погибших) на территории Псковской области в период её оккупации

В годы Великой Отечественной войны, большая часть Псковщины была оккупирована немецко-фашистскими войсками (в 1941—1944 годах) или находилась в полосе партизанской борьбы: здесь были организованы и действовали целые партизанские отряды и бригады партизанских краёв, в том числе Ленинградский и Калининский партизанские края (по названиям областей, в состав которых тогда входила территория современной Псковской области). На северной части территории Псковщины действовала 2-я Ленинградская партизанская бригада (во главе с Героем СССР Николаем Васильевым) в составе 10 отрядов к концу 1941 года численностью около 1000 человек, которая работала вдоль железных дорог в районах Дно, Порхова и посёлков Дедовичи и Бежаницы, затем с весны 1943 года — в районах Ляд, Ямм и Гдова. Весной 1942 года на Псковщине-Новгородщине появилась мобильная 3-я Ленинградская партизанская бригада численностью около 400 человек. 2ЛПБ в октябре 1943 года разделяется ещё на 4 самостоятельные бригады численностью по 1,7 — 2 тыс. чел. По мере наступления Красной Армии в 1944 году партизаны постепенно сливались и входили в состав регулярных войск.
На южной части Псковщины действовали малочисленные бригады, объединённые в Калининский партизанский корпус (до октября 1942 года, когда был создан Калининский партизанский край, охватывавшей также районы Себежа, Невеля, Опочки и др.). В годы ВОВ на территории Псковщины всего действовало 29 партизанских бригад (13 ЛПБ и 16 КПБ) общей численностью 57 тыс. партизан, которые своими усилиями ослабляли и сдерживали противника, а зачастую непосредственно участвовали в освобождении ряда районов.
В ходе зимнего наступления КА 1941—1942 гг. войсками Северо-Западного фронта были освобождены Кунья и Усвяты и начались затяжные бои за город на Ловати. В ходе Великолукской операции 17 января 1943 года были освобождены Великие Луки, в ходе Невельской — 6 октября 1943 года — Невель. Общим наступлением войсками Ленинградского фронта были освобождены: 29 января 1944 года — Новосокольники, 4 февраля — Гдов, 18 февраля — Плюсса, 23 февраля — Струги Красные, 24 февраля — Дно, 25 февраля — Дедовичи, 26 февраля — Порхов, Бежаницы, Локня, 27 февраля — Пустошка, 29 февраля 1944 года — Новоржев. Наступлением войск 2-го Прибалтийского фронта на линию Пантера были освобождены: 12 июля 1944 года — Пушкинские Горы, 15 июля — Опочка, 16 июля — Красногородское, 17 июля — Себеж. Войска 3-го Прибалтийского фронта, начав Псковско-Островскую операцию, завершили её освобождением 21 июля 1944 года Острова, 23 июля — Пскова, и, наконец, 11 августа — Печор.
Уже через месяц после освобождения Пскова были образованы Псковская и Великолукская области и началось постепенное восстановление народного хозяйства и жизни в регионах. В 1944 году в состав Великолукской области из Смоленской области были переданы Бельский, Ильинский и Усвятский районы.
В мае — июне 1950 года из возвращённых западных районов Псковской области (Пыталовского, Качановского и Печорского) были депортированы более 1,5 тысяч человек (кулаков, участников бандформирований, членов их семей).
В 1957 году восток упразднённой Великолукской области был передан в состав Калининской области, запад — в состав Псковской области.
После распада СССР в 1990-е годы Псковщина вновь стала приграничным регионом, что придало ей транзитный и таможенно-пограничный статус. Причём она стала единственной областью, граничащей сразу с тремя государствами (Белоруссией, Латвией, Эстонией) и вторым субъектом РФ (наряду с Республикой Алтай, граничащей с Казахстаном, КНР, Монголией).
27 марта 2007 года Россия и Латвия подписали договор о границе, по которому Латвия официально отказалась от претензий на территории Пыталовского и части Палкинского районов (которые входили в состав Латвии в 1920—1944 гг.).
До сих пор не урегулирован вопрос о границе с Эстонией, выдвигавшей претензии на территории Печорского района (который входил в состав Эстонии в 1920—1944 гг.). Ранее, 18 мая 2005 года, главы МИД РФ и МИД Эстонии, Сергей Лавров и Урмас Паэт, подписали договоры о государственной границе и разграничении морских пространств в Нарвском и Финском заливах c взаимообменом ряда участков земель (т. н. Саатсеский сапог в пользу Эстонии, надел Маринова из волости Меремяэ и урочище Суорсоо из волости Вярска в пользу Печорского района Псковской области РФ). Однако, затем МИД РФ отозвало свою подпись и Россия отказалась ратифицировать договор в связи с тем, что эстонская сторона при ратификации внесла в договор изменения, а именно преамбулу, в которой она ссылается на Тартуский договор 1920 года и декларацию Госсобрания Эстонии 1992 года, что давало бы Эстонии в будущем вновь предъявлять претензии.